# Tintin i jezioro rekinów
Tintin i jezioro rekinów (org. Tintin et le Lac aux requins) – francusko-belgijski animowany film przygodowy z 1972 roku. Film bazuje na postaci Tintina, z serii komiksów autorstwa belgijskiego artysty Hergé.

## Treść
Profesor Tournesol wynajmuje dom nad jeziorem, gdzie prowadzi badania nad nowym wynalazkiem. Urządzenie to ma umożliwić tworzenie wiernych kopii wszelkich przedmiotów. Przyjaciele profesora, Tintin i Kapitan Baryłka, wybierają się w odwiedziny. Po drodze cudem unikają wypadku, który jak się okazuje, ktoś zaplanował. Gdy docierają do profesora, dowiadują się, że jego badaniami interesują się złodzieje dzieł sztuki.

## Obsada
- Jacques Careuil: Tintin (głos)
- Claude Bertrand : kapitan Baryłka (głos)
- Henri Virlogeux: profesor Tournesol (głos)
- Guy Pierrault: Dupont (głos)
- Paul Rieger: Dupont (głos)
- Serge Nadaud: Rastapopoulos (głos)
- Jacques Vinitzki: Niko (głos)
- Marie Vinitzki: Nouchka (głos)
- Micheline Dax: Bianca Castafiore (głos)
- Jacques Ciron: dyrektor muzeum (głos)
- Jacques Balutin: strażnik muzeum (głos)